# Gare de l'aéroport d'Amsterdam-Schiphol
La gare de l'aéroport d'Amsterdam-Schiphol, ou gare de Schiphol-Aéroport (officiellement : station Schiphol Airport ; en néerlandais : station Luchthaven Schiphol,), est la gare ferroviaire de l'aéroport d'Amsterdam-Schiphol, située sur le territoire de la commune de Haarlemmermeer, dans la province de Hollande-Septentrionale, aux Pays-Bas. Cette gare souterraine des Nederlandse Spoorwegen (NS) a été mise en service le 21 décembre 1978.
Elle est desservie par des trains empruntant la ligne à grande vitesse HSL-Zuid (notamment les Eurostar), mais également par de nombreux autres trains mis en place par les NS.

## Situation ferroviaire
La gare de l'aéroport d'Amsterdam-Schiphol est implantée sur les lignes suivantes :
- la ligne à grande vitesse HSL-Zuid, dont elle constitue l'origine ; la gare suivante est celle de Rotterdam-Central. Cette ligne continue ensuite jusqu'à la frontière entre les Pays-Bas et la Belgique, où elle est prolongée par la LGV 4 en direction d'Anvers-Central ;
- la ligne d'Amsterdam-Central à Schiphol (nl), dont elle constitue l'aboutissement en étant située après la gare d'Amsterdam-Lelylaan ;
- la ligne de Weesp à Leyde (nl) (dite Schiphollijn), entre les gares d'Amsterdam-Sud et de Hoofddorp (nl).

## Histoire

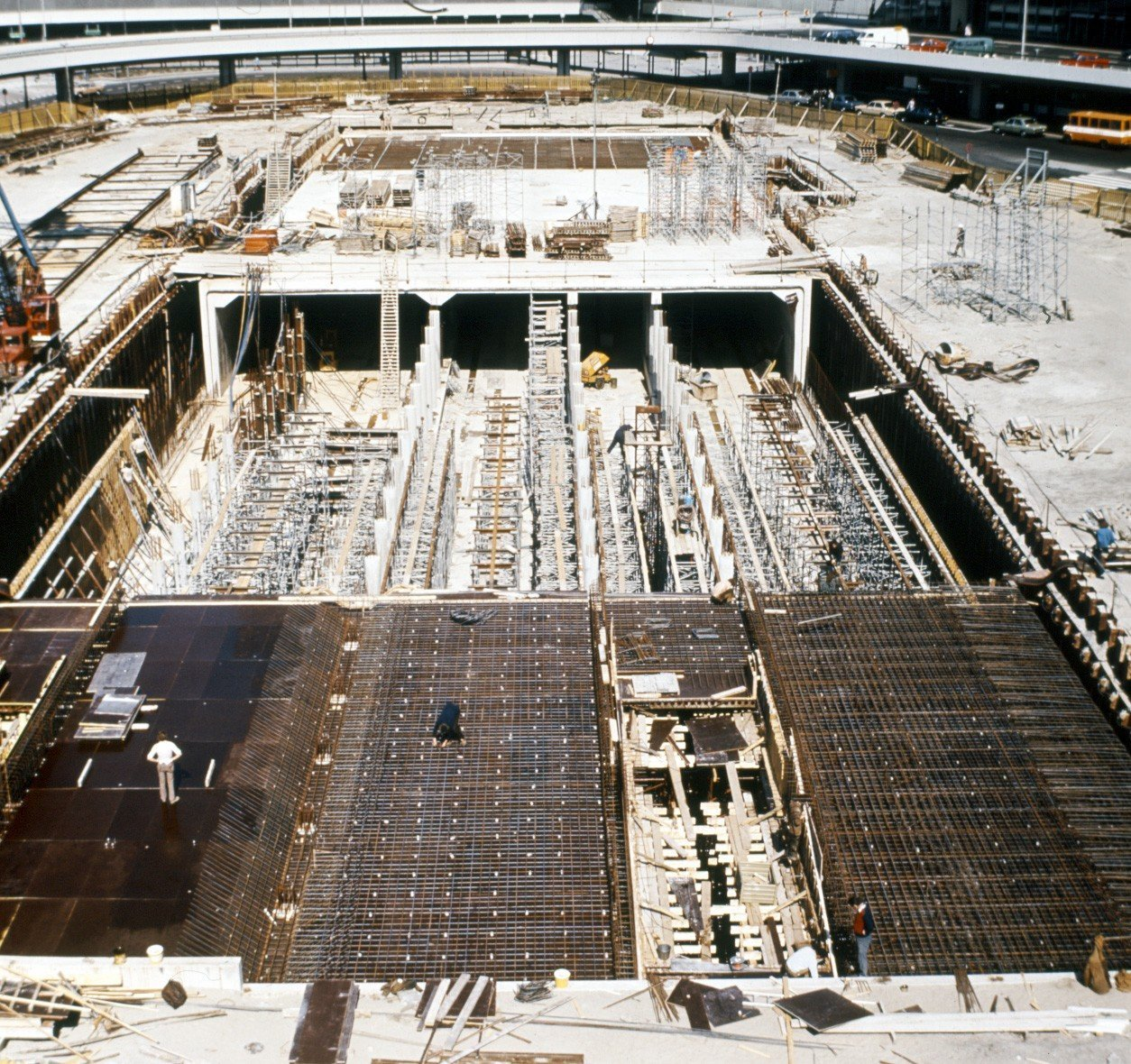
Construction de la gare, en 1975.

La gare a été mise en service en 1978. Elle est l'une des premières gares aéroportuaires.
Jusqu'en 2015, elle portait simplement le nom de « Schiphol ». Dans les fiches horaires et sur les panneaux d'information, le nom était complété par un pictogramme représentant un avion de ligne. En revanche, ce pictogramme n'était pas affiché sur les pancartes nominatives installées sur les quais. Afin d'éviter toute confusion, le nom de la gare a été changé en « Schiphol-Aéroport » pour le service annuel 2016, en supprimant concomitamment l'utilisation du pictogramme précité.

### Desserte

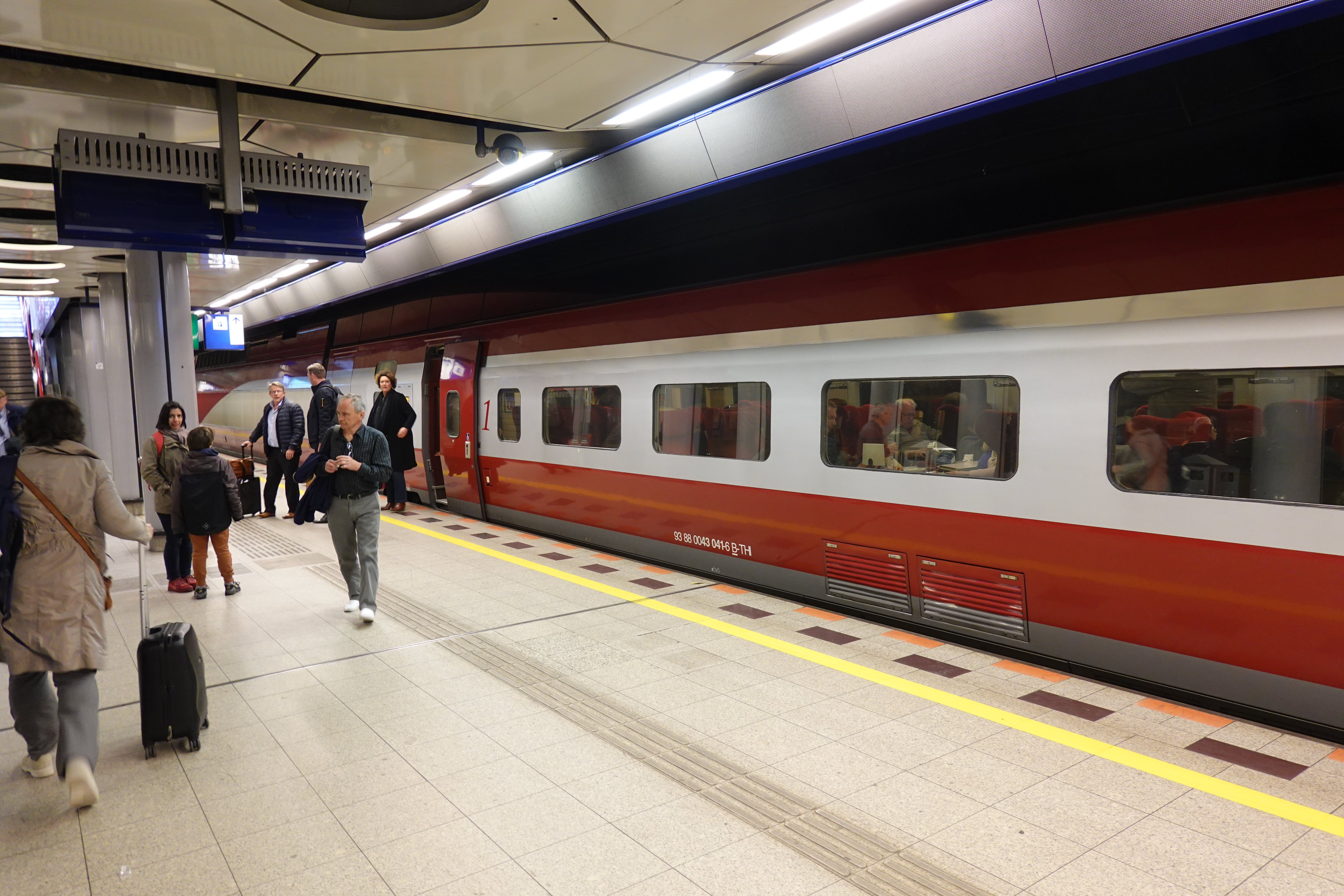
Train stationnant en gare.